# Lista över ettor på Tio i topp

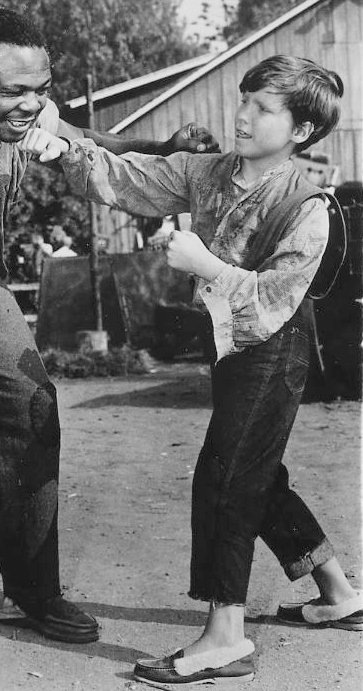
Eddie Hodges (till höger) hade den första singelettan på topplistan med "I'm Gonna Knock on Your Door" 1961.

Tio i topp var ett radioprogram som sändes första gången 1961 och var den första officiella svenska topplistan för musik. Idén bakom programmet myntades av Carl-Eiwar Carlsson och Klas Burling, som båda hade en historia av att arbeta i skivbutiker. De visste vilka skivor de flesta tonåringar och unga vuxna köpte och konsumerade och ville därför leda ett radioprogram baserat på detta.
Nya låtar introducerades till programmet varje vecka; flertalet låtar som nådde nummer ett på Tio i topp släpptes antingen inte som singlar eller var albumspår. Ett exempel på detta är "Very Last Day" av The Hollies, som fanns med på deras självbetitlade album från 1965 och som inte släpptes som singel i större delen av världen; den nådde nummer ett i juni 1966.
Den första låten att nå nummer ett på topplistan var "I'm Gonna Knock on Your Door" av Eddie Hodges den 14 oktober 1961. Den sista ettan var "Sugar Baby Love" av The Rubettes den 29 juni 1974.

## Lista
| Kvällstoppen | Indikerar att låten även nådde nummer ett på Kvällstoppen som anses vara källan för Sverigetopplistan |
| Sommartoppen | Indikerar Sommartoppen                                                                                |

### 1961
| Nr. | Datum       | Jurystäder               | Låt                            | Artist         | Referens |
| --- | ----------- | ------------------------ | ------------------------------ | -------------- | -------- |
| 1   | 14 oktober  | Stockholm och Malmö      | "I'm Gonna Knock on Your Door" | Eddie Hodges   | [ 1 ]    |
| 1   | 21 oktober  | Stockholm och Sundsvall  | "I'm Gonna Knock on Your Door" | Eddie Hodges   | [ 1 ]    |
| 1   | 28 oktober  | Stockholm och Norrköping | "I'm Gonna Knock on Your Door" | Eddie Hodges   | [ 1 ]    |
| 1   | 4 november  | Stockholm och Luleå      | "I'm Gonna Knock on Your Door" | Eddie Hodges   | [ 1 ]    |
| 2   | 11 november | Stockholm och Göteborg   | "Hit the Road Jack"            | Ray Charles    | [ 1 ]    |
| 3   | 18 november | Stockholm och Östersund  | "Who Put the Bomp"             | The Viscounts  | [ 1 ]    |
| 4   | 25 november | Stockholm och Norrköping | "Sån't är livet"               | Anita Lindblom | [ 1 ]    |
| 4   | 2 december  | Stockholm och Luleå      | "Sån't är livet"               | Anita Lindblom | [ 1 ]    |
| 4   | 9 december  | Stockholm och Malmö      | "Sån't är livet"               | Anita Lindblom | [ 7 ]    |
| 4   | 16 december | Stockholm och Göteborg   | "Sån't är livet"               | Anita Lindblom | [ 7 ]    |
| 4   | 23 december | Stockholm och Sundsvall  | "Sån't är livet"               | Anita Lindblom | [ 7 ]    |
| 5   | 30 december | Stockholm och Luleå      | "Multiplication"               | Bobby Darin    | [ 7 ]    |

### 1962
| Nr. | Datum        | Jurystäder               | Låt                        | Artist                        | Referens |
| --- | ------------ | ------------------------ | -------------------------- | ----------------------------- | -------- |
| 6   | 6 januari    | Stockholm och Malmö      | "Midnight in Moscow"       | Kenny Ball and His Jazzmen    | [ 7 ]    |
| re  | 13 januari   | Stockholm och Göteborg   | "Multiplication"           | Bobby Darin                   | [ 7 ]    |
| 7   | 20 januari   | Stockholm och Sundsvall  | "Let's Twist Again"        | Chubby Checker                | [ 7 ]    |
| 7   | 27 januari   | Stockholm och Luleå      | "Let's Twist Again"        | Chubby Checker                | [ 7 ]    |
| 8   | 3 februari   | Stockholm och Malmö      | "Mexico"                   | Bob Moore                     | [ 8 ]    |
| re  | 10 februari  | Stockholm och Göteborg   | "Let's Twist Again"        | Chubby Checker                | [ 8 ]    |
| re  | 17 februari  | Stockholm och Sundsvall  | "Let's Twist Again"        | Chubby Checker                | [ 8 ]    |
| 9   | 24 februari  | Stockholm och Luleå      | "Happy José (Ching Ching)" | Jack Ross                     | [ 8 ]    |
| 10  | 3 mars       | Stockholm och Malmö      | "Walk on By"               | Leroy Van Dyke                | [ 8 ]    |
| 10  | 10 mars      | Stockholm och Göteborg   | "Walk on By"               | Leroy Van Dyke                | [ 8 ]    |
| 10  | 17 mars      | Stockholm och Sundsvall  | "Walk on By"               | Leroy Van Dyke                | [ 8 ]    |
| 10  | 24 mars      | Stockholm och Luleå      | "Walk on By"               | Leroy Van Dyke                | [ 8 ]    |
| 11  | 31 mars      | Stockholm och Malmö      | "Good Luck Charm"          | Elvis Presley                 | [ 9 ]    |
| 11  | 7 april      | Stockholm och Göteborg   | "Good Luck Charm"          | Elvis Presley                 | [ 9 ]    |
| 12  | 14 april     | Stockholm och Sundsvall  | "Chattanooga Choo Choo"    | Floyd Cramer                  | [ 9 ]    |
| 12  | 21 april     | Stockholm och Luleå      | "Chattanooga Choo Choo"    | Floyd Cramer                  | [ 9 ]    |
| 12  | 28 april     | Stockholm och Malmö      | "Chattanooga Choo Choo"    | Floyd Cramer                  | [ 9 ]    |
| 12  | 5 maj        | Stockholm och Göteborg   | "Chattanooga Choo Choo"    | Floyd Cramer                  | [ 9 ]    |
| 12  | 12 maj       | Stockholm och Sundsvall  | "Chattanooga Choo Choo"    | Floyd Cramer                  | [ 9 ]    |
| re  | 19 maj       | Stockholm och Luleå      | "Good Luck Charm"          | Elvis Presley                 | [ 9 ]    |
| 13  | 26 maj       | Stockholm och Malmö      | "Lesson One"               | Russ Conway                   | [ 10 ]   |
| 13  | 2 juni       | Stockholm och Göteborg   | "Lesson One"               | Russ Conway                   | [ 10 ]   |
| 13  | 9 juni       | Stockholm och Sundsvall  | "Lesson One"               | Russ Conway                   | [ 10 ]   |
| 14  | 16 juni      | Motala                   | "Caterina"                 | Perry Como                    | [ 10 ]   |
| 15  | 23 juni      | Karlstad                 | "Luffarevisa"              | Sven-Ingvars                  | [ 10 ]   |
| 16  | 30 juni      | Umeå                     | "Do You Want to Dance"     | Cliff Richard and the Shadows | [ 10 ]   |
| 17  | 7 juli       | Kristianstad             | "Ginny Come Lately"        | Brian Hyland                  | [ 10 ]   |
| 18  | 14 juli      | Örebro                   | "I Can't Stop Loving You"  | Ray Charles                   | [ 10 ]   |
| 18  | 21 juli      | Hudiksvall               | "I Can't Stop Loving You"  | Ray Charles                   | [ 11 ]   |
| 19  | 28 juli      | Borås                    | "Speedy Gonzales"          | Pat Boone                     | [ 11 ]   |
| 19  | 4 augusti    | Skellefteå               | "Speedy Gonzales"          | Pat Boone                     | [ 11 ]   |
| 19  | 11 augusti   | Visby                    | "Speedy Gonzales"          | Pat Boone                     | [ 11 ]   |
| 19  | 18 augusti   | Norrköping               | "Speedy Gonzales"          | Pat Boone                     | [ 11 ]   |
| 19  | 25 augusti   | Östersund                | "Speedy Gonzales"          | Pat Boone                     | [ 11 ]   |
| 19  | 1 september  | Stockholm och Malmö      | "Speedy Gonzales"          | Pat Boone                     | [ 11 ]   |
| 20  | 8 september  | Stockholm och Umeå       | "Dear One"                 | Larry Finnegan                | [ 11 ]   |
| 20  | 15 september | Stockholm och Göteborg   | "Dear One"                 | Larry Finnegan                | [ 12 ]   |
| 20  | 22 september | Stockholm och Sundsvall  | "Dear One"                 | Larry Finnegan                | [ 12 ]   |
| 21  | 29 september | Stockholm och Karlstad   | "The Loco-Motion"          | Little Eva                    | [ 12 ]   |
| 21  | 6 oktober    | Stockholm och Luleå      | "The Loco-Motion"          | Little Eva                    | [ 12 ]   |
| 22  | 13 oktober   | Stockholm och Norrköping | "Surfin' Safari"           | The Beach Boys                | [ 12 ]   |
| 22  | 20 oktober   | Stockholm och Falun      | "Surfin' Safari"           | The Beach Boys                | [ 12 ]   |
| 23  | 27 oktober   | Stockholm och Växjö      | "Twist à Saint-Tropez"     | Les Chats Sauvages            | [ 12 ]   |
| 24  | 3 november   | Stockholm och Östersund  | "Let's Dance"              | Chris Montez                  | [ 12 ]   |
| 24  | 10 november  | Stockholm och Örebro     | "Let's Dance"              | Chris Montez                  | [ 13 ]   |
| 24  | 17 november  | Stockholm och Malmö      | "Let's Dance"              | Chris Montez                  | [ 13 ]   |
| 25  | 24 november  | Stockholm och Umeå       | "Be-Bop-A-Lula"            | Gene Vincent                  | [ 13 ]   |
| 26  | 1 december   | Stockholm och Göteborg   | "Murder She Says"          | Ron Goodwin                   | [ 13 ]   |
| 27  | 8 december   | Stockholm och Sundsvall  | "Bobby's Girl"             | Marcie Blane                  | [ 13 ]   |
| 27  | 15 december  | Stockholm och Karlstad   | "Bobby's Girl"             | Marcie Blane                  | [ 13 ]   |
| 28  | 22 december  | Stockholm och Luleå      | "Return to Sender"         | Elvis Presley                 | [ 13 ]   |
| 28  | 29 december  | Stockholm och Norrköping | "Return to Sender"         | Elvis Presley                 | [ 13 ]   |

### 1963
| Nr. | Datum        | Jurystäder                 | Låt                              | Artist                        | Referens |
| --- | ------------ | -------------------------- | -------------------------------- | ----------------------------- | -------- |
| re  | 5 januari    | Stockholm och Falun        | "Return to Sender"               | Elvis Presley                 | [ 14 ]   |
| 29  | 12 januari   | Stockholm och Växjö        | "Stand Up"                       | Michael Cox                   | [ 14 ]   |
| 29  | 19 januari   | Stockholm och Östersund    | "Stand Up"                       | Michael Cox                   | [ 14 ]   |
| 30  | 26 januari   | Stockholm och Örebro       | "Bachelor Boy"                   | Cliff Richard and the Shadows | [ 14 ]   |
| 30  | 2 februari   | Stockholm och Malmö        | "Bachelor Boy"                   | Cliff Richard and the Shadows | [ 14 ]   |
| 31  | 9 februari   | Stockholm och Umeå         | "I Saw Linda Yesterday"          | Dickey Lee                    | [ 14 ]   |
| 31  | 16 februari  | Stockholm och Göteborg     | "I Saw Linda Yesterday"          | Dickey Lee                    | [ 14 ]   |
| 31  | 23 februari  | Stockholm och Sundsvall    | "I Saw Linda Yesterday"          | Dickey Lee                    | [ 14 ]   |
| 31  | 2 mars       | Stockholm och Karlstad     | "I Saw Linda Yesterday"          | Dickey Lee                    | [ 15 ]   |
| 31  | 9 mars       | Stockholm och Luleå        | "I Saw Linda Yesterday"          | Dickey Lee                    | [ 15 ]   |
| 32  | 16 mars      | Stockholm och Norrköping   | "Hey Paula"                      | Paul & Paula                  | [ 15 ]   |
| 32  | 23 mars      | Stockholm och Falun        | "Hey Paula"                      | Paul & Paula                  | [ 15 ]   |
| 33  | 30 mars      | Stockholm och Växjö        | "Blame It on the Bossa Nova"     | Eydie Gormé                   | [ 15 ]   |
| 33  | 6 april      | Stockholm och Östersund    | "Blame It on the Bossa Nova"     | Eydie Gormé                   | [ 15 ]   |
| 33  | 13 april     | Stockholm och Örebro       | "Blame It on the Bossa Nova"     | Eydie Gormé                   | [ 15 ]   |
| 34  | 20 april     | Stockholm och Malmö        | "Greenback Dollar"               | The Kingston Trio             | [ 15 ]   |
| 35  | 27 april     | Stockholm och Umeå         | "Cupboard Love"                  | John Leyton                   | [ 16 ]   |
| 36  | 4 maj        | Stockholm och Göteborg     | "How Do You Do It?"              | Gerry and the Pacemakers      | [ 16 ]   |
| 36  | 11 maj       | Stockholm och Sundsvall    | "How Do You Do It?"              | Gerry and the Pacemakers      | [ 16 ]   |
| 37  | 18 maj       | Stockholm och Karlstad     | "Joshua Fit the Battle"          | Elvis Presley                 | [ 16 ]   |
| 38  | 25 maj       | Stockholm och Luleå        | "Sandy"                          | Dion DiMucci                  | [ 16 ]   |
| 38  | 1 juni       | Stockholm och Norrköping   | "Sandy"                          | Dion DiMucci                  | [ 16 ]   |
| 39  | 8 juni       | Stockholm och Falun        | "Lucky Lips"                     | Cliff Richard and the Shadows | [ 16 ]   |
| 39  | 15 juni      | Vänersborg                 | "Lucky Lips"                     | Cliff Richard and the Shadows | [ 16 ]   |
| 39  | 22 juni      | Skellefteå                 | "Lucky Lips"                     | Cliff Richard and the Shadows | [ 17 ]   |
| 39  | 29 juni      | Västerås                   | "Lucky Lips"                     | Cliff Richard and the Shadows | [ 17 ]   |
| 39  | 6 juli       | Borgholm                   | "Lucky Lips"                     | Cliff Richard and the Shadows | [ 17 ]   |
| 40  | 13 juli      | Arvika                     | "Little Band of Gold"            | James Gilreath                | [ 17 ]   |
| 41  | 20 juli      | Ystad                      | "(You're the) Devil in Disguise" | Elvis Presley                 | [ 17 ]   |
| 41  | 27 juli      | Kiruna                     | "(You're the) Devil in Disguise" | Elvis Presley                 | [ 17 ]   |
| 41  | 3 augusti    | Nyköping                   | "(You're the) Devil in Disguise" | Elvis Presley                 | [ 17 ]   |
| 41  | 10 augusti   | Lycksele                   | "(You're the) Devil in Disguise" | Elvis Presley                 | [ 17 ]   |
| 41  | 17 augusti   | Jönköping                  | "(You're the) Devil in Disguise" | Elvis Presley                 | [ 18 ]   |
| 41  | 24 augusti   | Härnösand                  | "(You're the) Devil in Disguise" | Elvis Presley                 | [ 18 ]   |
| 41  | 31 augusti   | Visby                      | "(You're the) Devil in Disguise" | Elvis Presley                 | [ 18 ]   |
| 41  | 7 september  | Stockholm och Gävle        | "(You're the) Devil in Disguise" | Elvis Presley                 | [ 18 ]   |
| 42  | 14 september | Stockholm och Örebro       | "Just Like Eddie"                | Heinz Burt                    | [ 18 ]   |
| 43  | 21 september | Stockholm och Kalmar       | "Cottonfields"                   | Ace Cannon                    | [ 18 ]   |
| 44  | 28 september | Stockholm och Karlstad     | "L'amour s'en va"                | Françoise Hardy               | [ 18 ]   |
| 45  | 5 oktober    | Stockholm och Piteå        | "My Whole World Is Falling Down" | Brenda Lee                    | [ 18 ]   |
| 45  | 12 oktober   | Stockholm och Norrköping   | "My Whole World Is Falling Down" | Brenda Lee                    | [ 19 ]   |
| 46  | 19 oktober   | Stockholm och Varberg      | "Detroit City"                   | Bobby Bare                    | [ 19 ]   |
| 47  | 26 oktober   | Stockholm och Umeå         | "If I Had a Hammer"              | Trini Lopez                   | [ 19 ]   |
| re  | 2 november   | Stockholm och Kristianstad | "Detroit City"                   | Bobby Bare                    | [ 19 ]   |
| 48  | 9 november   | Stockholm och Sundsvall    | "She Loves You"                  | The Beatles                   | [ 19 ]   |
| 48  | 16 november  | Stockholm och Uppsala      | "She Loves You"                  | The Beatles                   | [ 19 ]   |
| 48  | 30 november  | Stockholm och Eskilstuna   | "She Loves You"                  | The Beatles                   | [ 19 ]   |
| 48  | 7 december   | Stockholm och Växjö        | "She Loves You"                  | The Beatles                   | [ 19 ]   |
| 49  | 14 december  | Stockholm och Kristinehamn | "Diggity Doggety"                | Streaplers                    | [ 20 ]   |
| re  | 21 december  | Stockholm och Luleå        | "She Loves You"                  | The Beatles                   | [ 20 ]   |
| re  | 28 december  | Stockholm och Linköping    | "She Loves You"                  | The Beatles                   | [ 20 ]   |

- Omröstningen som skulle äga rum den 23 november 1963 i Stockholm och Falun blev inställd då Sveriges Radio höll en minnesstund för USA:s president John F. Kennedy, som hade blivit mördad dagen innan.[19]

### 1964
| Nr. | Datum        | Jurystäder                 | Låt                          | Artist                  | Referens |
| --- | ------------ | -------------------------- | ---------------------------- | ----------------------- | -------- |
| 50  | 4 januari    | Stockholm och Göteborg     | "I Want to Hold Your Hand"   | The Beatles             | [ 20 ]   |
| 50  | 11 januari   | Stockholm och Skellefteå   | "I Want to Hold Your Hand"   | The Beatles             | [ 20 ]   |
| 50  | 18 januari   | Stockholm och Malmö        | "I Want to Hold Your Hand"   | The Beatles             | [ 20 ]   |
| 50  | 25 januari   | Stockholm och Östersund    | "I Want to Hold Your Hand"   | The Beatles             | [ 20 ]   |
| 51  | 1 februari   | Stockholm och Visby        | "Hippy Hippy Shake"          | The Swinging Blue Jeans | [ 20 ]   |
| 52  | 8 februari   | Stockholm och Falun        | "Surfin' Bird"               | The Trashmen            | [ 21 ]   |
| 53  | 15 februari  | Stockholm och Örebro       | "All My Loving"              | The Beatles             | [ 21 ]   |
| 53  | 22 februari  | Stockholm och Jönköping    | "All My Loving"              | The Beatles             | [ 21 ]   |
| 53  | 29 februari  | Stockholm och Karlstad     | "All My Loving"              | The Beatles             | [ 21 ]   |
| 53  | 7 mars       | Stockholm och Kiruna       | "All My Loving"              | The Beatles             | [ 21 ]   |
| 53  | 14 mars      | Stockholm och Norrköping   | "All My Loving"              | The Beatles             | [ 21 ]   |
| 54  | 21 mars      | Stockholm och Halmstad     | "Can't Buy Me Love"          | The Beatles             | [ 21 ]   |
| 55  | 28 mars      | Stockholm och Lycksele     | "Bonnie B"                   | Jerry Lee Lewis         | [ 21 ]   |
| re  | 4 april      | Stockholm och Helsingborg  | "Can't Buy Me Love"          | The Beatles             | [ 22 ]   |
| re  | 11 april     | Stockholm och Sundsvall    | "Can't Buy Me Love"          | The Beatles             | [ 22 ]   |
| 56  | 18 april     | Stockholm och Norrtälje    | "California Sun"             | The Rivieras            | [ 22 ]   |
| 56  | 25 april     | Stockholm och Hedemora     | "California Sun"             | The Rivieras            | [ 22 ]   |
| 57  | 2 maj        | Stockholm och Västerås     | "Suspicion"                  | Terry Stafford          | [ 22 ]   |
| 57  | 9 maj        | Stockholm och Växjö        | "Suspicion"                  | Terry Stafford          | [ 22 ]   |
| 58  | 16 maj       | Stockholm och Arvika       | "My Boy Lollipop"            | Millie Small            | [ 22 ]   |
| 59  | 23 maj       | Stockholm och Luleå        | "Don't Throw Your Love Away" | The Searchers           | [ 22 ]   |
| 59  | 30 maj       | Stockholm och Nyköping     | "Don't Throw Your Love Away" | The Searchers           | [ 23 ]   |
| 59  | 6 juni       | Stockholm och Göteborg     | "Don't Throw Your Love Away" | The Searchers           | [ 23 ]   |
| 60  | 13 juni      | Kungsbacka och Falkenberg  | "Tennessee Waltz"            | Alma Cogan              | [ 23 ]   |
| 60  | 20 juni      | Kiruna och Narvik          | "Tennessee Waltz"            | Alma Cogan              | [ 23 ]   |
| 60  | 27 juni      | Norrköping och Vimmerby    | "Tennessee Waltz"            | Alma Cogan              | [ 23 ]   |
| 60  | 4 juli       | Landskrona och Simrishamn  | "Tennessee Waltz"            | Alma Cogan              | [ 23 ]   |
| 60  | 11 juli      | Ludvika och Borlänge       | "Tennessee Waltz"            | Alma Cogan              | [ 23 ]   |
| 60  | 18 juli      | Vänersborg och Lysekil     | "Tennessee Waltz"            | Alma Cogan              | [ 23 ]   |
| 60  | 25 juli      | Lycksele och Umeå          | "Tennessee Waltz"            | Alma Cogan              | [ 24 ]   |
| 60  | 1 augusti    | Oskarshamn och Eksjö       | "Tennessee Waltz"            | Alma Cogan              | [ 24 ]   |
| 61  | 8 augusti    | Västerås och Uppsala       | "Ain't She Sweet"            | The Beatles             | [ 24 ]   |
| 62  | 15 augusti   | Hudiksvall och Söderhamn   | "Do Wah Diddy Diddy"         | Manfred Mann            | [ 24 ]   |
| 62  | 22 augusti   | Jönköping och Tranås       | "Do Wah Diddy Diddy"         | Manfred Mann            | [ 24 ]   |
| 62  | 29 augusti   | Filipstad och Kristinehamn | "Do Wah Diddy Diddy"         | Manfred Mann            | [ 24 ]   |
| 62  | 5 september  | Stockholm och Örnsköldsvik | "Do Wah Diddy Diddy"         | Manfred Mann            | [ 24 ]   |
| 63  | 12 september | Stockholm och Göteborg     | "A Hard Day's Night"         | The Beatles             | [ 24 ]   |
| 64  | 19 september | Stockholm och Boden        | "Have I the Right?"          | The Honeycombs          | [ 25 ]   |
| re  | 26 september | Stockholm och Malmö        | "A Hard Day's Night"         | The Beatles             | [ 25 ]   |
| 65  | 3 oktober    | Stockholm och Motala       | "Oh, Pretty Woman"           | Roy Orbison             | [ 25 ]   |
| 66  | 10 oktober   | Stockholm och Umeå         | "I Should Have Known Better" | The Beatles             | [ 25 ]   |
| re  | 17 oktober   | Stockholm och Köping       | "Oh, Pretty Woman"           | Roy Orbison             | [ 25 ]   |
| re  | 24 oktober   | Stockholm och Växjö        | "I Should Have Known Better" | The Beatles             | [ 25 ]   |
| re  | 31 oktober   | Stockholm och Sandviken    | "I Should Have Known Better" | The Beatles             | [ 25 ]   |
| re  | 7 november   | Stockholm och Karlstad     | "I Should Have Known Better" | The Beatles             | [ 25 ]   |
| re  | 14 november  | Stockholm och Södertälje   | "I Should Have Known Better" | The Beatles             | [ 26 ]   |
| re  | 21 november  | Stockholm och Sundsvall    | "I Should Have Known Better" | The Beatles             | [ 26 ]   |
| 67  | 28 november  | Stockholm och Skara        | "Sleep Little Girl"          | Tages                   | [ 26 ]   |
| 68  | 5 december   | Stockholm och Luleå        | "Let Me Show You Who I Am"   | The Shanes              | [ 26 ]   |
| 69  | 12 december  | Stockholm och Karlskrona   | "Tell Me"                    | The Rolling Stones      | [ 26 ]   |
| 69  | 19 december  | Stockholm och Norrköping   | "Tell Me"                    | The Rolling Stones      | [ 26 ]   |
| 69  | 26 december  | Stockholm och Skellefteå   | "Tell Me"                    | The Rolling Stones      | [ 26 ]   |

### 1965
| Nr. | Datum        | Jurystäder                | Låt                                     | Artist             | Referens |
| --- | ------------ | ------------------------- | --------------------------------------- | ------------------ | -------- |
| re  | 2 januari    | Stockholm och Örebro      | "Tell Me"                               | The Rolling Stones | [ 26 ]   |
| re  | 9 januari    | Stockholm och Nybro       | "Tell Me"                               | The Rolling Stones | [ 27 ]   |
| re  | 16 januari   | Stockholm och Falun       | "Tell Me"                               | The Rolling Stones | [ 27 ]   |
| 70  | 23 januari   | Stockholm och Hagfors     | "That's the Way"                        | The Honeycombs     | [ 27 ]   |
| 70  | 30 januari   | Stockholm och Visby       | "That's the Way"                        | The Honeycombs     | [ 27 ]   |
| 70  | 6 februari   | Stockholm och Bollnäs     | "That's the Way"                        | The Honeycombs     | [ 27 ]   |
| 71  | 13 februari  | Stockholm och Uddevalla   | "Keep Searchin' (We'll Follow the Sun)" | Del Shannon        | [ 27 ]   |
| 72  | 20 februari  | Stockholm och Piteå       | "Rock and Roll Music"                   | The Beatles        | [ 27 ]   |
| 72  | 27 februari  | Stockholm och Hässleholm  | "Rock and Roll Music"                   | The Beatles        | [ 27 ]   |
| 72  | 6 mars       | Stockholm och Vimmerby    | "Rock and Roll Music"                   | The Beatles        | [ 28 ]   |
| 72  | 13 mars      | Stockholm och Vilhelmina  | "Rock and Roll Music"                   | The Beatles        | [ 28 ]   |
| 72  | 20 mars      | Stockholm och Strängnäs   | "Rock and Roll Music"                   | The Beatles        | [ 28 ]   |
| 72  | 27 mars      | Stockholm och Eksjö       | "Rock and Roll Music"                   | The Beatles        | [ 28 ]   |
| 72  | 3 april      | Stockholm och Mora        | "Rock and Roll Music"                   | The Beatles        | [ 28 ]   |
| 73  | 10 april     | Stockholm och Säffle      | "The Last Time"                         | The Rolling Stones | [ 28 ]   |
| 74  | 17 april     | Stockholm och Uppsala     | "Cadillac"                              | The Hep Stars      | [ 28 ]   |
| re  | 24 april     | Stockholm och Östersund   | "The Last Time"                         | The Rolling Stones | [ 28 ]   |
| 75  | 1 maj        | Stockholm och Lidköping   | "Ticket to Ride"                        | The Beatles        | [ 29 ]   |
| 76  | 8 maj        | Stockholm och Gällivare   | "Farmer John"                           | The Hep Stars      | [ 29 ]   |
| 76  | 15 maj       | Stockholm och Sölvesborg  | "Farmer John"                           | The Hep Stars      | [ 29 ]   |
| 76  | 22 maj       | Stockholm och Katrineholm | "Farmer John"                           | The Hep Stars      | [ 29 ]   |
| 76  | 29 maj       | Stockholm och Lycksele    | "Farmer John"                           | The Hep Stars      | [ 29 ]   |
| 77  | 5 juni       | Stockholm och Sala        | "Bring It On Home to Me"                | The Animals        | [ 29 ]   |
| 78  | 12 juni      | Kalmar                    | "Here Comes the Night"                  | Them               | [ 29 ]   |
| re  | 19 juni      | Rättvik                   | "Bring It On Home to Me"                | The Animals        | [ 29 ]   |
| 79  | 26 juni      | Laholm                    | "The Birds and the Bees"                | Alma Cogan         | [ 30 ]   |
| 79  | 3 juli       | Kramfors                  | "The Birds and the Bees"                | Alma Cogan         | [ 30 ]   |
| 80  | 10 juli      | Linköping                 | "I'll Follow the Sun"                   | The Beatles        | [ 30 ]   |
| 81  | 17 juli      | Uddevalla                 | "Bald Headed Woman"                     | The Hep Stars      | [ 30 ]   |
| 81  | 24 juli      | Skellefteå                | "Bald Headed Woman"                     | The Hep Stars      | [ 30 ]   |
| 81  | 31 juli      | Visby                     | "Bald Headed Woman"                     | The Hep Stars      | [ 30 ]   |
| 81  | 7 augusti    | Karlstad                  | "Bald Headed Woman"                     | The Hep Stars      | [ 30 ]   |
| 82  | 14 augusti   | Ronneby                   | "Mr. Tambourine Man"                    | The Byrds          | [ 30 ]   |
| 82  | 21 augusti   | Haparanda                 | "Mr. Tambourine Man"                    | The Byrds          | [ 31 ]   |
| 83  | 28 augusti   | Eskilstuna                | "(I Can't Get No) Satisfaction"         | The Rolling Stones | [ 31 ]   |
| 83  | 4 september  | Stockholm och Sundsvall   | "(I Can't Get No) Satisfaction"         | The Rolling Stones | [ 31 ]   |
| 83  | 11 september | Stockholm och Västervik   | "(I Can't Get No) Satisfaction"         | The Rolling Stones | [ 31 ]   |
| 83  | 18 september | Stockholm och Trelleborg  | "(I Can't Get No) Satisfaction"         | The Rolling Stones | [ 31 ]   |
| 83  | 25 september | Stockholm och Alingsås    | "(I Can't Get No) Satisfaction"         | The Rolling Stones | [ 31 ]   |
| 84  | 2 oktober    | Stockholm och Skutskär    | "Eve of Destruction"                    | Barry McGuire      | [ 31 ]   |
| 84  | 9 oktober    | Stockholm och Askersund   | "Eve of Destruction"                    | Barry McGuire      | [ 31 ]   |
| 84  | 16 oktober   | Stockholm och Vännäs      | "Eve of Destruction"                    | Barry McGuire      | [ 32 ]   |
| 84  | 23 oktober   | Stockholm och Hagfors     | "Eve of Destruction"                    | Barry McGuire      | [ 32 ]   |
| 85  | 30 oktober   | Stockholm och Mjölby      | "Yesterday"                             | The Beatles        | [ 32 ]   |
| 85  | 6 november   | Stockholm och Piteå       | "Yesterday"                             | The Beatles        | [ 32 ]   |
| 85  | 13 november  | Stockholm och Helsingborg | "Yesterday"                             | The Beatles        | [ 32 ]   |
| 85  | 27 november  | Stockholm och Skövde      | "Yesterday"                             | The Beatles        | [ 32 ]   |
| 86  | 4 december   | Stockholm och Värnamo     | "Yesterday Man"                         | Chris Andrews      | [ 32 ]   |
| 86  | 11 december  | Stockholm och Östersund   | "Yesterday Man"                         | Chris Andrews      | [ 32 ]   |
| 86  | 18 december  | Stockholm och Haparanda   | "Yesterday Man"                         | Chris Andrews      | [ 33 ]   |

- Omröstningen som skulle äga rum den 20 november 1965 blev inställd då Sveriges Radio höll ett program känt som Europatoppen istället.[32]
- Omröstningen som skulle äga rum den 25 december 1965 blev inställd då det var juldag, en helgdag.[33]

### 1966
| Nr. | Datum        | Jurystäder                          | Låt                                      | Artist                          | Referens |
| --- | ------------ | ----------------------------------- | ---------------------------------------- | ------------------------------- | -------- |
| 87  | 1 januari    | Stockholm och Norrköping            | "We Can Work It Out"                     | The Beatles                     | [ 33 ]   |
| 88  | 8 januari    | Stockholm och Malung                | "Stop the Music"                         | Lenne & the Lee Kings           | [ 33 ]   |
| re  | 15 januari   | Stockholm och Göteborg              | "We Can Work It Out"                     | The Beatles                     | [ 33 ]   |
| re  | 22 januari   | Stockholm och Malmö                 | "We Can Work It Out"                     | The Beatles                     | [ 33 ]   |
| 89  | 29 januari   | Stockholm och Fagersta              | "Till the End of the Day"                | The Kinks                       | [ 33 ]   |
| 90  | 5 februari   | Stockholm och Lycksele              | "Michelle"                               | The Beatles                     | [ 33 ]   |
| 90  | 12 februari  | Stockholm och Tranås                | "Michelle"                               | The Beatles                     | [ 33 ]   |
| 90  | 19 februari  | Stockholm och Kumla                 | "Michelle"                               | The Beatles                     | [ 34 ]   |
| 90  | 26 februari  | Stockholm och Säffle                | "Michelle"                               | The Beatles                     | [ 34 ]   |
| 90  | 5 mars       | Stockholm och Härnösand             | "Michelle"                               | The Beatles                     | [ 34 ]   |
| 91  | 12 mars      | Stockholm och Filipstad             | "These Boots Are Made for Walkin'"       | Nancy Sinatra                   | [ 34 ]   |
| 92  | 19 mars      | Stockholm och Lund                  | "L.O.D. (Love On Delivery)"              | Lenne & the Lee Kings           | [ 34 ]   |
| 93  | 26 mars      | Stockholm och Hofors                | "Love Was On Your Mind"                  | Ola & the Janglers              | [ 34 ]   |
| 94  | 2 april      | Stockholm och Borås                 | "Sunny Girl"                             | The Hep Stars                   | [ 34 ]   |
| 94  | 9 april      | Stockholm och Söderköping           | "Sunny Girl"                             | The Hep Stars                   | [ 34 ]   |
| 94  | 16 april     | Stockholm och Kiruna                | "Sunny Girl"                             | The Hep Stars                   | [ 35 ]   |
| 94  | 23 april     | Stockholm och Nybro                 | "Sunny Girl"                             | The Hep Stars                   | [ 35 ]   |
| 95  | 30 april     | Stockholm och Ånge                  | "You Don't Love Me"                      | Gary Walker                     | [ 35 ]   |
| re  | 7 maj        | Stockholm och Lysekil               | "Sunny Girl"                             | The Hep Stars                   | [ 35 ]   |
| re  | 14 maj       | Stockholm och Simrishamn            | "Sunny Girl"                             | The Hep Stars                   | [ 35 ]   |
| 96  | 21 maj       | Stockholm och Umeå                  | "Wedding"                                | The Hep Stars                   | [ 35 ]   |
| 96  | 28 maj       | Stockholm och Kristinehamn          | "Wedding"                                | The Hep Stars                   | [ 35 ]   |
| 96  | 4 juni       | Stockholm och Malung                | "Wedding"                                | The Hep Stars                   | [ 35 ]   |
| 97  | 11 juni      | Eskilstuna                          | "Very Last Day"                          | The Hollies                     | [ 4 ]    |
| 97  | 18 juni      | Sundsvall                           | "Very Last Day"                          | The Hollies                     | [ 4 ]    |
| 97  | 25 juni      | Karlstad                            | "Very Last Day"                          | The Hollies                     | [ 4 ]    |
| 98  | 2 juli       | Trelleborg                          | "Bald Headed Lena"                       | The Lovin' Spoonful             | [ 4 ]    |
| 99  | 9 juli       | Boden                               | "Bus Stop"                               | The Hollies                     | [ 4 ]    |
| 99  | 16 juli      | Visby                               | "Bus Stop"                               | The Hollies                     | [ 4 ]    |
| 99  | 23 juli      | Karlshamn                           | "Bus Stop"                               | The Hollies                     | [ 4 ]    |
| 100 | 30 juli      | Varberg                             | "In My Dreams"                           | Tages                           | [ 4 ]    |
| 100 | 6 augusti    | Mora                                | "In My Dreams"                           | Tages                           | [ 36 ]   |
| 101 | 13 augusti   | Västervik                           | "With a Girl Like You"                   | The Troggs                      | [ 36 ]   |
| 101 | 20 augusti   | Lycksele                            | "With a Girl Like You"                   | The Troggs                      | [ 36 ]   |
| 102 | 27 augusti   | Tranås                              | "The End of the World"                   | Mike Wallace and the Caretakers | [ 36 ]   |
| 103 | 3 september  | Stockholm, Malmö och Luleå          | "Just Like a Woman"                      | Manfred Mann                    | [ 36 ]   |
| 103 | 10 september | Stockholm, Sundsvall och Göteborg   | "Just Like a Woman"                      | Manfred Mann                    | [ 36 ]   |
| 103 | 17 september | Stockholm, Karlstad och Norrköping  | "Just Like a Woman"                      | Manfred Mann                    | [ 36 ]   |
| 103 | 24 september | Stockholm, Umeå och Örebro          | "Just Like a Woman"                      | Manfred Mann                    | [ 36 ]   |
| 104 | 1 oktober    | Stockholm, Borlänge och Växjö       | "Poetry in Motion"                       | Ola & the Janglers              | [ 37 ]   |
| 105 | 8 oktober    | Stockholm, Hässleholm och Piteå     | "Little Man"                             | Sonny & Cher                    | [ 37 ]   |
| 105 | 15 oktober   | Stockholm, Trollhättan och Leksand  | "Little Man"                             | Sonny & Cher                    | [ 37 ]   |
| 105 | 22 oktober   | Stockholm, Jokkmokk och Nybro       | "Little Man"                             | Sonny & Cher                    | [ 37 ]   |
| 106 | 29 oktober   | Stockholm, Filipstad och Linköping  | "Dum Dum (Marble Breaks and Iron Bends)" | The Deejays                     | [ 37 ]   |
| 106 | 5 november   | Stockholm, Skellefteå och Askersund | "Dum Dum (Marble Breaks and Iron Bends)" | The Deejays                     | [ 37 ]   |
| 106 | 12 november  | Stockholm, Lund och Krylbo          | "Dum Dum (Marble Breaks and Iron Bends)" | The Deejays                     | [ 37 ]   |
| 107 | 26 november  | Stockholm, Kristinehamn och Värnamo | "Puff, the Magic Dragon"                 | Fabulous Four                   | [ 37 ]   |
| 107 | 3 december   | Stockholm, Hudiksvall och Finspång  | "Puff, the Magic Dragon"                 | Fabulous Four                   | [ 38 ]   |
| 107 | 10 december  | Stockholm, Åsele och Nora           | "Puff, the Magic Dragon"                 | Fabulous Four                   | [ 38 ]   |
| 108 | 17 december  | Stockholm, Söderhamn och Borgholm   | "Mellow Yellow"                          | Donovan                         | [ 38 ]   |
| 109 | 31 december  | Stockholm, Ystad och Haparanda      | "Alex Is the Man"                        | Ola & the Janglers              | [ 38 ]   |

- Omröstningen som skulle äga rum den 19 november 1966 blev inställd då Sveriges Radio höll ett program känt som Europatoppen istället.[37]
- Omröstningen som skulle äga rum den 24 december 1966 blev inställd då det var julafton, en helgdag.[38]

### 1967
| Nr. | Datum        | Jurystäder                             | Låt                                                    | Artist               | Referens |
| --- | ------------ | -------------------------------------- | ------------------------------------------------------ | -------------------- | -------- |
| 110 | 7 januari    | Stockholm, Gävle och Falkenberg        | "Sherry"                                               | Red Squares          | [ 38 ]   |
| 110 | 14 januari   | Stockholm, Vilhelmina och Sunne        | "Sherry"                                               | Red Squares          | [ 38 ]   |
| 111 | 21 januari   | Stockholm, Junsele och Jönköping       | "I'm a Believer"                                       | The Monkees          | [ 38 ]   |
| 111 | 28 januari   | Stockholm, Kristianstad och Skänninge  | "I'm a Believer"                                       | The Monkees          | [ 38 ]   |
| 112 | 4 februari   | Stockholm, Hallstahammar och Östhammar | "Bucket 'T'"                                           | The Who              | [ 39 ]   |
| 112 | 11 februari  | Stockholm, Arvidsjaur och Ockelbo      | "Bucket 'T'"                                           | The Who              | [ 39 ]   |
| 112 | 18 februari  | Stockholm, Gränna och Torsby           | "Bucket 'T'"                                           | The Who              | [ 39 ]   |
| 113 | 25 februari  | Stockholm, Halmstad och Lycksele       | "Penny Lane"                                           | The Beatles          | [ 39 ]   |
| 113 | 4 mars       | Stockholm, Ängelholm och Söderköping   | "Penny Lane"                                           | The Beatles          | [ 39 ]   |
| 113 | 11 mars      | Stockholm, Arboga och Krokom           | "Penny Lane"                                           | The Beatles          | [ 39 ]   |
| 114 | 18 mars      | Stockholm, Vansbro och Alingsås        | "On a Carousel"                                        | The Hollies          | [ 39 ]   |
| 114 | 25 mars      | Stockholm, Karlstad och Luleå          | "On a Carousel"                                        | The Hollies          | [ 39 ]   |
| 114 | 1 april      | Stockholm, Mönsterås och Höganäs       | "On a Carousel"                                        | The Hollies          | [ 40 ]   |
| 115 | 8 april      | Stockholm, Strömsund och Motala        | "The Girl I Knew Somewhere"                            | The Monkees          | [ 40 ]   |
| 115 | 15 april     | Stockholm, Robertsfors och Hallsberg   | "The Girl I Knew Somewhere"                            | The Monkees          | [ 40 ]   |
| 115 | 22 april     | Stockholm, Smedjebacken och Tidaholm   | "The Girl I Knew Somewhere"                            | The Monkees          | [ 40 ]   |
| 115 | 29 april     | Stockholm, Boden och Tierp             | "The Girl I Knew Somewhere"                            | The Monkees          | [ 40 ]   |
| 116 | 6 maj        | Stockholm, Hagfors och Ljungby         | "Baby Talk"                                            | The Deejays          | [ 40 ]   |
| 116 | 13 maj       | Stockholm, Örebro och Sundsvall        | "Baby Talk"                                            | The Deejays          | [ 40 ]   |
| 116 | 20 maj       | Stockholm, Hörby och Oxelösund         | "Baby Talk"                                            | The Deejays          | [ 40 ]   |
| 116 | 27 maj       | Stockholm, Storvik och Boliden         | "Baby Talk"                                            | The Deejays          | [ 41 ]   |
| 117 | 3 juni       | Stockholm, Mölndal och Kalix           | "The Lion Sleeps Tonight"                              | The Hounds           | [ 41 ]   |
| 117 | 10 juni      | Stockholm, Åseda och Malmköping        | "The Lion Sleeps Tonight"                              | The Hounds           | [ 41 ]   |
| 117 | 17 juni      | Stockholm, Lycksele och Olofström      | "The Lion Sleeps Tonight"                              | The Hounds           | [ 41 ]   |
| 117 | 24 juni      | Stockholm, Falkenberg och Skoghall     | "The Lion Sleeps Tonight"                              | The Hounds           | [ 41 ]   |
| 118 | 1 juli       | Stockholm, Hudiksvall och Kungsör      | "Carrie Anne"                                          | The Hollies          | [ 41 ]   |
| 118 | 8 juli       | Stockholm, Falun och Visby             | "Carrie Anne"                                          | The Hollies          | [ 41 ]   |
| 118 | 15 juli      | Eskilstuna, Falsterbo och Piteå        | "Carrie Anne"                                          | The Hollies          | [ 41 ]   |
| 119 | 22 juli      | Mora, Västervik och Örnsköldsvik       | "All You Need Is Love"                                 | The Beatles          | [ 42 ]   |
| 119 | 29 juli      | Borgholm, Helsingborg och Rättvik      | "All You Need Is Love"                                 | The Beatles          | [ 42 ]   |
| 119 | 5 augusti    | Arvika, Mölndal och Skellefteå         | "All You Need Is Love"                                 | The Beatles          | [ 42 ]   |
| 119 | 12 augusti   | Boden, Norrköping och Älmhult          | "All You Need Is Love"                                 | The Beatles          | [ 42 ]   |
| 120 | 19 augusti   | Landskrona, Karlskoga och Varberg      | "San Francisco (Be Sure to Wear Flowers in Your Hair)" | Scott McKenzie       | [ 42 ]   |
| 120 | 26 augusti   | Kungsbacka, Sandviken och Vännäs       | "San Francisco (Be Sure to Wear Flowers in Your Hair)" | Scott McKenzie       | [ 42 ]   |
| 120 | 2 september  | Stockholm, Västerås och Sundsvall      | "San Francisco (Be Sure to Wear Flowers in Your Hair)" | Scott McKenzie       | [ 42 ]   |
| 121 | 9 september  | Jokkmokk, Leksand och Ronneby          | "Somebody's Taken Maria Away"                          | Tom & Mick & Maniacs | [ 42 ]   |
| 121 | 16 september | Stockholm, Emmaboda och Hultsfred      | "Somebody's Taken Maria Away"                          | Tom & Mick & Maniacs | [ 43 ]   |
| 121 | 23 september | Lycksele, Simrishamn och Skutskär      | "Somebody's Taken Maria Away"                          | Tom & Mick & Maniacs | [ 43 ]   |
| 121 | 30 september | Järpen, Lammhult och Åtvidaberg        | "Somebody's Taken Maria Away"                          | Tom & Mick & Maniacs | [ 43 ]   |
| 121 | 7 oktober    | Kiruna, Kristinehamn och Lysekil       | "Somebody's Taken Maria Away"                          | Tom & Mick & Maniacs | [ 43 ]   |
| 121 | 14 oktober   | Köping, Nynäshamn och Åsele            | "Somebody's Taken Maria Away"                          | Tom & Mick & Maniacs | [ 43 ]   |
| 122 | 21 oktober   | Stockholm, Alingsås och Eslöv          | "Thinkin' Ain't for Me"                                | Paul Jones           | [ 43 ]   |
| 123 | 28 oktober   | Stockholm, Mjölby och Orsa             | "Excerpt from 'A Teenage Opera'"                       | Keith West           | [ 43 ]   |
| 124 | 4 november   | Rimbo, Växjö och Älvsbyn               | "Massachusetts"                                        | The Bee Gees         | [ 43 ]   |
| 124 | 11 november  | Ljusne, Torsby och Örebro              | "Massachusetts"                                        | The Bee Gees         | [ 44 ]   |
| 124 | 18 november  | Stockholm, Ulricehamn och Säter        | "Massachusetts"                                        | The Bee Gees         | [ 44 ]   |
| 124 | 25 november  | Laholm, Södertälje och Umeå            | "Massachusetts"                                        | The Bee Gees         | [ 44 ]   |
| 125 | 2 december   | Malmberget, Nyköping och Tranås        | "Hello, Goodbye"                                       | The Beatles          | [ 44 ]   |
| 125 | 9 december   | Stockholm, Bollnäs och Lindesberg      | "Hello, Goodbye"                                       | The Beatles          | [ 44 ]   |
| 125 | 16 december  | Norrsundet, Säffle och Vaxholm         | "Hello, Goodbye"                                       | The Beatles          | [ 44 ]   |
| 125 | 23 december  | Karlstad, Kisa och Luleå               | "Hello, Goodbye"                                       | The Beatles          | [ 44 ]   |
| 125 | 30 december  | Stockholm, Göteborg och Malmö          | "Hello, Goodbye"                                       | The Beatles          | [ 44 ]   |

### 1968
| Nr. | Datum        | Jurystäder                            | Låt                            | Artist                             | Referens |
| --- | ------------ | ------------------------------------- | ------------------------------ | ---------------------------------- | -------- |
| re  | 6 januari    | Alvesta, Falun och Klippan            | "Hello, Goodbye"               | The Beatles                        | [ 45 ]   |
| 126 | 13 januari   | Jakobsberg, Härnösand och Oxelösund   | "Dear Eloise"                  | The Hollies                        | [ 45 ]   |
| 127 | 20 januari   | Stockholm, Borås och Örebro           | "Spicks and Specks"            | The Bee Gees                       | [ 45 ]   |
| 127 | 27 januari   | Stockholm, Robertsfors och Höganäs    | "Spicks and Specks"            | The Bee Gees                       | [ 45 ]   |
| 127 | 3 februari   | Stockholm, Arvika och Kalix           | "Spicks and Specks"            | The Bee Gees                       | [ 45 ]   |
| 128 | 10 februari  | Göteborg, Leksand och Mönsterås       | "Suddenly You Love Me"         | The Tremeloes                      | [ 45 ]   |
| 129 | 17 februari  | Enköping, Holmsund och Malmö          | "Mighty Quinn"                 | Manfred Mann                       | [ 45 ]   |
| 129 | 24 februari  | Arboga, Sundsvall och Uppsala         | "Mighty Quinn"                 | Manfred Mann                       | [ 45 ]   |
| 129 | 2 mars       | Gnesta, Göteborg och Vallentuna       | "Mighty Quinn"                 | Manfred Mann                       | [ 46 ]   |
| 129 | 9 mars       | Stockholm, Ludvika och Piteå          | "Mighty Quinn"                 | Manfred Mann                       | [ 46 ]   |
| 130 | 16 mars      | Markaryd, Strömstad och Trelleborg    | "The Legend of Xanadu"         | Dave Dee, Dozy, Beaky, Mick & Tich | [ 46 ]   |
| 130 | 23 mars      | Stockholm, Skoghall och Frövi         | "The Legend of Xanadu"         | Dave Dee, Dozy, Beaky, Mick & Tich | [ 46 ]   |
| 131 | 30 mars      | Iggesund, Slite och Umeå              | "Lady Madonna"                 | The Beatles                        | [ 46 ]   |
| re  | 6 april      | Stockholm, Falun och Köping           | "The Legend of Xanadu"         | Dave Dee, Dozy, Beaky, Mick & Tich | [ 46 ]   |
| re  | 13 april     | Göteborg, Karlstad och Linköping      | "Lady Madonna"                 | The Beatles                        | [ 46 ]   |
| 132 | 20 april     | Malmö, Skellefteå och Växjö           | "Congratulations"              | Cliff Richard                      | [ 46 ]   |
| 132 | 27 april     | Stockholm, Kristinehamn och Sundsvall | "Congratulations"              | Cliff Richard                      | [ 47 ]   |
| 132 | 4 maj        | Södertälje, Göteborg och Piteå        | "Congratulations"              | Cliff Richard                      | [ 47 ]   |
| 133 | 11 maj       | Stockholm, Halmstad och Sandviken     | "Jennifer Eccles"              | The Hollies                        | [ 47 ]   |
| 134 | 18 maj       | Norrköping, Malmö och Umeå            | "Simon Says"                   | 1910 Fruitgum Company              | [ 47 ]   |
| 134 | 25 maj       | Stockholm, Kalmar och Visby           | "Simon Says"                   | 1910 Fruitgum Company              | [ 47 ]   |
| 134 | 1 juni       | Jurystäder avskaffade                 | "Simon Says"                   | 1910 Fruitgum Company              | [ 47 ]   |
| 134 | 8 juni       | Jurystäder avskaffade                 | "Simon Says"                   | 1910 Fruitgum Company              | [ 47 ]   |
| 135 | 15 juni      | Jurystäder avskaffade                 | "Things"                       | Nancy Sinatra och Dean Martin      | [ 47 ]   |
| 135 | 22 juni      | Jurystäder avskaffade                 | "Things"                       | Nancy Sinatra och Dean Martin      | [ 48 ]   |
| 135 | 29 juni      | Jurystäder avskaffade                 | "Things"                       | Nancy Sinatra och Dean Martin      | [ 48 ]   |
| 135 | 6 juli       | Jurystäder avskaffade                 | "Things"                       | Nancy Sinatra och Dean Martin      | [ 48 ]   |
| 135 | 13 juli      | Jurystäder avskaffade                 | "Things"                       | Nancy Sinatra och Dean Martin      | [ 48 ]   |
| 135 | 20 juli      | Jurystäder avskaffade                 | "Things"                       | Nancy Sinatra och Dean Martin      | [ 48 ]   |
| 135 | 27 juli      | Jurystäder avskaffade                 | "Things"                       | Nancy Sinatra och Dean Martin      | [ 48 ]   |
| 136 | 3 augusti    | Jurystäder avskaffade                 | "Happy Birthday Sweet Sixteen" | Flamingokvintetten                 | [ 48 ]   |
| 136 | 10 augusti   | Jurystäder avskaffade                 | "Happy Birthday Sweet Sixteen" | Flamingokvintetten                 | [ 48 ]   |
| 136 | 17 augusti   | Jurystäder avskaffade                 | "Happy Birthday Sweet Sixteen" | Flamingokvintetten                 | [ 49 ]   |
| 137 | 24 augusti   | Jurystäder avskaffade                 | "Blue Eyes"                    | Don Partridge                      | [ 49 ]   |
| 137 | 31 augusti   | Jurystäder avskaffade                 | "Blue Eyes"                    | Don Partridge                      | [ 49 ]   |
| 137 | 7 september  | Jurystäder avskaffade                 | "Blue Eyes"                    | Don Partridge                      | [ 49 ]   |
| 138 | 14 september | Jurystäder avskaffade                 | "Hey Jude"                     | The Beatles                        | [ 49 ]   |
| 138 | 21 september | Jurystäder avskaffade                 | "Hey Jude"                     | The Beatles                        | [ 49 ]   |
| 138 | 28 september | Jurystäder avskaffade                 | "Hey Jude"                     | The Beatles                        | [ 49 ]   |
| 138 | 5 oktober    | Jurystäder avskaffade                 | "Hey Jude"                     | The Beatles                        | [ 49 ]   |
| 138 | 12 oktober   | Jurystäder avskaffade                 | "Hey Jude"                     | The Beatles                        | [ 50 ]   |
| 139 | 19 oktober   | Jurystäder avskaffade                 | "Those Were the Days"          | Mary Hopkin                        | [ 50 ]   |
| 139 | 26 oktober   | Jurystäder avskaffade                 | "Those Were the Days"          | Mary Hopkin                        | [ 50 ]   |
| 139 | 2 november   | Jurystäder avskaffade                 | "Those Were the Days"          | Mary Hopkin                        | [ 50 ]   |
| 140 | 9 november   | Jurystäder avskaffade                 | "Let's Dance"                  | Ola & the Janglers                 | [ 50 ]   |
| 140 | 16 november  | Jurystäder avskaffade                 | "Let's Dance"                  | Ola & the Janglers                 | [ 50 ]   |
| 140 | 23 november  | Jurystäder avskaffade                 | "Let's Dance"                  | Ola & the Janglers                 | [ 50 ]   |
| 141 | 30 november  | Jurystäder avskaffade                 | "Little Arrows"                | Leapy Lee                          | [ 50 ]   |
| 141 | 7 december   | Jurystäder avskaffade                 | "Little Arrows"                | Leapy Lee                          | [ 51 ]   |
| 141 | 14 december  | Jurystäder avskaffade                 | "Little Arrows"                | Leapy Lee                          | [ 51 ]   |
| 141 | 21 december  | Jurystäder avskaffade                 | "Little Arrows"                | Leapy Lee                          | [ 51 ]   |
| 141 | 28 december  | Jurystäder avskaffade                 | "Little Arrows"                | Leapy Lee                          | [ 51 ]   |

### 1969
| Nr. | Datum        | Låt                               | Artist                      | Referens |
| --- | ------------ | --------------------------------- | --------------------------- | -------- |
| 142 | 4 januari    | "Ob-La-Di, Ob-La-Da"              | The Marmalade               | [ 51 ]   |
| 142 | 11 januari   | "Ob-La-Di, Ob-La-Da"              | The Marmalade               | [ 51 ]   |
| 142 | 18 januari   | "Ob-La-Di, Ob-La-Da"              | The Marmalade               | [ 51 ]   |
| 142 | 25 januari   | "Ob-La-Di, Ob-La-Da"              | The Marmalade               | [ 51 ]   |
| 142 | 1 februari   | "Ob-La-Di, Ob-La-Da"              | The Marmalade               | [ 52 ]   |
| 143 | 8 februari   | "Da Doo Ron Ron"                  | Claes Dieden                | [ 52 ]   |
| 143 | 15 februari  | "Da Doo Ron Ron"                  | Claes Dieden                | [ 52 ]   |
| 144 | 22 februari  | "One Way Ticket"                  | Eleanor Bodel               | [ 52 ]   |
| 144 | 1 mars       | "One Way Ticket"                  | Eleanor Bodel               | [ 52 ]   |
| 144 | 8 mars       | "One Way Ticket"                  | Eleanor Bodel               | [ 52 ]   |
| 144 | 15 mars      | "One Way Ticket"                  | Eleanor Bodel               | [ 52 ]   |
| 144 | 22 mars      | "One Way Ticket"                  | Eleanor Bodel               | [ 52 ]   |
| 145 | 29 mars      | "Where Do You Go To (My Lovely)?" | Peter Sarstedt              | [ 53 ]   |
| 145 | 5 april      | "Where Do You Go To (My Lovely)?" | Peter Sarstedt              | [ 53 ]   |
| 145 | 12 april     | "Where Do You Go To (My Lovely)?" | Peter Sarstedt              | [ 53 ]   |
| 146 | 19 april     | "Boom Bang-a-Bang"                | Lulu                        | [ 53 ]   |
| 147 | 26 april     | "Goodbye"                         | Mary Hopkin                 | [ 53 ]   |
| 147 | 3 maj        | "Goodbye"                         | Mary Hopkin                 | [ 53 ]   |
| 147 | 10 maj       | "Goodbye"                         | Mary Hopkin                 | [ 53 ]   |
| 148 | 17 maj       | "I-Feel-Like-I'm-Fixin'-to-Die"   | Country Joe and the Fish    | [ 53 ]   |
| 148 | 24 maj       | "I-Feel-Like-I'm-Fixin'-to-Die"   | Country Joe and the Fish    | [ 54 ]   |
| 148 | 31 maj       | "I-Feel-Like-I'm-Fixin'-to-Die"   | Country Joe and the Fish    | [ 54 ]   |
| 148 | 7 juni       | "I-Feel-Like-I'm-Fixin'-to-Die"   | Country Joe and the Fish    | [ 54 ]   |
| 149 | 14 juni      | "Israelites"                      | Desmond Dekker and the Aces | [ 54 ]   |
| 149 | 21 juni      | "Israelites"                      | Desmond Dekker and the Aces | [ 54 ]   |
| 150 | 28 juni      | "In the Ghetto"                   | Elvis Presley               | [ 54 ]   |
| 150 | 5 juli       | "In the Ghetto"                   | Elvis Presley               | [ 54 ]   |
| 150 | 12 juli      | "In the Ghetto"                   | Elvis Presley               | [ 54 ]   |
| 150 | 19 juli      | "In the Ghetto"                   | Elvis Presley               | [ 55 ]   |
| 150 | 26 juli      | "In the Ghetto"                   | Elvis Presley               | [ 55 ]   |
| 150 | 2 augusti    | "In the Ghetto"                   | Elvis Presley               | [ 55 ]   |
| 150 | 9 augusti    | "In the Ghetto"                   | Elvis Presley               | [ 55 ]   |
| 150 | 16 augusti   | "In the Ghetto"                   | Elvis Presley               | [ 55 ]   |
| 151 | 23 augusti   | "In the Year 2525"                | Zager and Evans             | [ 55 ]   |
| 151 | 30 augusti   | "In the Year 2525"                | Zager and Evans             | [ 55 ]   |
| 151 | 6 september  | "In the Year 2525"                | Zager and Evans             | [ 55 ]   |
| 151 | 13 september | "In the Year 2525"                | Zager and Evans             | [ 56 ]   |
| 151 | 20 september | "In the Year 2525"                | Zager and Evans             | [ 56 ]   |
| 151 | 27 september | "In the Year 2525"                | Zager and Evans             | [ 56 ]   |
| 152 | 4 oktober    | "Keep On"                         | Jerry Williams              | [ 56 ]   |
| 152 | 11 oktober   | "Keep On"                         | Jerry Williams              | [ 56 ]   |
| 152 | 18 oktober   | "Keep On"                         | Jerry Williams              | [ 56 ]   |
| 152 | 25 oktober   | "Keep On"                         | Jerry Williams              | [ 56 ]   |
| 153 | 1 november   | "Good Morning Starshine"          | Oliver                      | [ 56 ]   |
| 153 | 8 november   | "Good Morning Starshine"          | Oliver                      | [ 57 ]   |
| 153 | 15 november  | "Good Morning Starshine"          | Oliver                      | [ 57 ]   |
| 153 | 22 november  | "Good Morning Starshine"          | Oliver                      | [ 57 ]   |
| 153 | 29 november  | "Good Morning Starshine"          | Oliver                      | [ 57 ]   |
| 153 | 6 december   | "Good Morning Starshine"          | Oliver                      | [ 57 ]   |
| 154 | 13 december  | "Simple Song of Freedom"          | Tim Hardin                  | [ 57 ]   |
| 154 | 20 december  | "Simple Song of Freedom"          | Tim Hardin                  | [ 57 ]   |
| 154 | 27 december  | "Simple Song of Freedom"          | Tim Hardin                  | [ 57 ]   |

### 1970
| Nr. | Datum        | Låt                                   | Artist                          | Referens |
| --- | ------------ | ------------------------------------- | ------------------------------- | -------- |
| re  | 3 januari    | "Simple Song of Freedom"              | Tim Hardin                      | [ 58 ]   |
| re  | 10 januari   | "Simple Song of Freedom"              | Tim Hardin                      | [ 58 ]   |
| re  | 17 januari   | "Simple Song of Freedom"              | Tim Hardin                      | [ 58 ]   |
| 155 | 24 januari   | "Maxwell's Silver Hammer"             | George Howe                     | [ 58 ]   |
| 155 | 31 januari   | "Maxwell's Silver Hammer"             | George Howe                     | [ 58 ]   |
| 156 | 7 februari   | "Walkin' Back to Happiness"           | Suzie                           | [ 58 ]   |
| 157 | 14 februari  | "All I Have to Do Is Dream"           | Bobbie Gentry och Glen Campbell | [ 58 ]   |
| 157 | 21 februari  | "All I Have to Do Is Dream"           | Bobbie Gentry och Glen Campbell | [ 58 ]   |
| 158 | 28 februari  | "Uppblåsbara Barbara"                 | Robert Karl-Oskar Broberg       | [ 59 ]   |
| 158 | 7 mars       | "Uppblåsbara Barbara"                 | Robert Karl-Oskar Broberg       | [ 59 ]   |
| 158 | 14 mars      | "Uppblåsbara Barbara"                 | Robert Karl-Oskar Broberg       | [ 59 ]   |
| 159 | 21 mars      | "Love Grows (Where My Rosemary Goes)" | Edison Lighthouse               | [ 59 ]   |
| 159 | 28 mars      | "Love Grows (Where My Rosemary Goes)" | Edison Lighthouse               | [ 59 ]   |
| 159 | 4 april      | "Love Grows (Where My Rosemary Goes)" | Edison Lighthouse               | [ 59 ]   |
| 159 | 11 april     | "Love Grows (Where My Rosemary Goes)" | Edison Lighthouse               | [ 59 ]   |
| 159 | 18 april     | "Love Grows (Where My Rosemary Goes)" | Edison Lighthouse               | [ 59 ]   |
| 160 | 25 april     | "Arizona"                             | Mark Lindsay                    | [ 60 ]   |
| 160 | 2 maj        | "Arizona"                             | Mark Lindsay                    | [ 60 ]   |
| 160 | 9 maj        | "Arizona"                             | Mark Lindsay                    | [ 60 ]   |
| 161 | 16 maj       | "Pretty Belinda"                      | Chris Andrews                   | [ 60 ]   |
| 161 | 23 maj       | "Pretty Belinda"                      | Chris Andrews                   | [ 60 ]   |
| 161 | 30 maj       | "Pretty Belinda"                      | Chris Andrews                   | [ 60 ]   |
| 161 | 6 juni       | "Pretty Belinda"                      | Chris Andrews                   | [ 60 ]   |
| 161 | 13 juni      | "Pretty Belinda"                      | Chris Andrews                   | [ 60 ]   |
| 161 | 20 juni      | "Pretty Belinda"                      | Chris Andrews                   | [ 61 ]   |
| 161 | 27 juni      | "Pretty Belinda"                      | Chris Andrews                   | [ 61 ]   |
| 161 | 4 juli       | "Pretty Belinda"                      | Chris Andrews                   | [ 61 ]   |
| 162 | 11 juli      | "In the Summertime"                   | Mungo Jerry                     | [ 61 ]   |
| 162 | 18 juli      | "In the Summertime"                   | Mungo Jerry                     | [ 61 ]   |
| 162 | 25 juli      | "In the Summertime"                   | Mungo Jerry                     | [ 61 ]   |
| 162 | 1 augusti    | "In the Summertime"                   | Mungo Jerry                     | [ 61 ]   |
| 163 | 8 augusti    | "Cottonfields"                        | The Beach Boys                  | [ 61 ]   |
| 163 | 15 augusti   | "Cottonfields"                        | The Beach Boys                  | [ 62 ]   |
| 164 | 22 augusti   | "Today I Killed a Man I Didn't Know"  | Roger James Cooke               | [ 62 ]   |
| 164 | 29 augusti   | "Today I Killed a Man I Didn't Know"  | Roger James Cooke               | [ 62 ]   |
| 164 | 5 september  | "Today I Killed a Man I Didn't Know"  | Roger James Cooke               | [ 62 ]   |
| 164 | 12 september | "Today I Killed a Man I Didn't Know"  | Roger James Cooke               | [ 62 ]   |
| 165 | 19 september | "Lookin' out My Back Door"            | Creedence Clearwater Revival    | [ 62 ]   |
| 165 | 26 september | "Lookin' out My Back Door"            | Creedence Clearwater Revival    | [ 62 ]   |
| 165 | 3 oktober    | "Lookin' out My Back Door"            | Creedence Clearwater Revival    | [ 62 ]   |
| 165 | 10 oktober   | "Lookin' out My Back Door"            | Creedence Clearwater Revival    | [ 63 ]   |
| 165 | 17 oktober   | "Lookin' out My Back Door"            | Creedence Clearwater Revival    | [ 63 ]   |
| 165 | 24 oktober   | "Lookin' out My Back Door"            | Creedence Clearwater Revival    | [ 63 ]   |
| 165 | 31 oktober   | "Lookin' out My Back Door"            | Creedence Clearwater Revival    | [ 63 ]   |
| 165 | 7 november   | "Lookin' out My Back Door"            | Creedence Clearwater Revival    | [ 63 ]   |
| 165 | 14 november  | "Lookin' out My Back Door"            | Creedence Clearwater Revival    | [ 63 ]   |
| 165 | 21 november  | "Lookin' out My Back Door"            | Creedence Clearwater Revival    | [ 63 ]   |
| 166 | 28 november  | "Cracklin' Rosie"                     | Neil Diamond                    | [ 63 ]   |
| 166 | 5 december   | "Cracklin' Rosie"                     | Neil Diamond                    | [ 64 ]   |
| 166 | 12 december  | "Cracklin' Rosie"                     | Neil Diamond                    | [ 64 ]   |
| 166 | 19 december  | "Cracklin' Rosie"                     | Neil Diamond                    | [ 64 ]   |
| 166 | 26 december  | "Cracklin' Rosie"                     | Neil Diamond                    | [ 64 ]   |

### 1971
| Nr. | Datum        | Låt                                                                  | Artist                   | Referens |
| --- | ------------ | -------------------------------------------------------------------- | ------------------------ | -------- |
| 167 | 2 januari    | "Candida"                                                            | Tony Orlando and Dawn    | [ 64 ]   |
| 167 | 9 januari    | "Candida"                                                            | Tony Orlando and Dawn    | [ 64 ]   |
| 167 | 16 januari   | "Candida"                                                            | Tony Orlando and Dawn    | [ 64 ]   |
| 168 | 23 januari   | "My Sweet Lord"                                                      | George Harrison          | [ 64 ]   |
| 168 | 30 januari   | "My Sweet Lord"                                                      | George Harrison          | [ 65 ]   |
| 168 | 6 februari   | "My Sweet Lord"                                                      | George Harrison          | [ 65 ]   |
| 168 | 13 februari  | "My Sweet Lord"                                                      | George Harrison          | [ 65 ]   |
| 168 | 20 februari  | "My Sweet Lord"                                                      | George Harrison          | [ 65 ]   |
| 168 | 27 februari  | "My Sweet Lord"                                                      | George Harrison          | [ 65 ]   |
| 168 | 6 mars       | "My Sweet Lord"                                                      | George Harrison          | [ 65 ]   |
| 169 | 13 mars      | "Rose Garden"                                                        | Lynn Anderson            | [ 65 ]   |
| 169 | 20 mars      | "Rose Garden"                                                        | Lynn Anderson            | [ 65 ]   |
| 169 | 27 mars      | "Rose Garden"                                                        | Lynn Anderson            | [ 66 ]   |
| 169 | 3 april      | "Rose Garden"                                                        | Lynn Anderson            | [ 66 ]   |
| 170 | 10 april     | "Chirpy Chirpy Cheep Cheep"                                          | Middle of the Road       | [ 66 ]   |
| 170 | 17 april     | "Chirpy Chirpy Cheep Cheep"                                          | Middle of the Road       | [ 66 ]   |
| 170 | 24 april     | "Chirpy Chirpy Cheep Cheep"                                          | Middle of the Road       | [ 66 ]   |
| 170 | 1 maj        | "Chirpy Chirpy Cheep Cheep"                                          | Middle of the Road       | [ 66 ]   |
| 171 | 8 maj        | "Un banc, un arbre, une rue"                                         | Séverine                 | [ 66 ]   |
| 172 | 15 maj       | "Goin' Back to Indiana"                                              | The Jackson 5            | [ 66 ]   |
| 172 | 22 maj       | "Goin' Back to Indiana"                                              | The Jackson 5            | [ 67 ]   |
| 173 | 29 maj       | "Funny, Funny"                                                       | The Sweet                | [ 67 ]   |
| 173 | 5 juni       | "Funny, Funny"                                                       | The Sweet                | [ 67 ]   |
| 174 | 12 juni      | "Shake a Hand"                                                       | José Feliciano           | [ 67 ]   |
| 174 | 19 juni      | "Shake a Hand"                                                       | José Feliciano           | [ 67 ]   |
| 175 | 26 juni      | "Butterfly"                                                          | Danyel Gérard            | [ 67 ]   |
| 175 | 3 juli       | "Butterfly"                                                          | Danyel Gérard            | [ 67 ]   |
| 175 | 10 juli      | "Butterfly"                                                          | Danyel Gérard            | [ 67 ]   |
| 175 | 17 juli      | "Butterfly"                                                          | Danyel Gérard            | [ 68 ]   |
| 176 | 24 juli      | "Indian Reservation (The Lament of the Cherokee Reservation Indian)" | Raiders                  | [ 68 ]   |
| 176 | 31 juli      | "Indian Reservation (The Lament of the Cherokee Reservation Indian)" | Raiders                  | [ 68 ]   |
| 176 | 7 augusti    | "Indian Reservation (The Lament of the Cherokee Reservation Indian)" | Raiders                  | [ 68 ]   |
| 176 | 14 augusti   | "Indian Reservation (The Lament of the Cherokee Reservation Indian)" | Raiders                  | [ 68 ]   |
| 176 | 21 augusti   | "Indian Reservation (The Lament of the Cherokee Reservation Indian)" | Raiders                  | [ 68 ]   |
| 176 | 28 augusti   | "Indian Reservation (The Lament of the Cherokee Reservation Indian)" | Raiders                  | [ 68 ]   |
| 176 | 4 september  | "Indian Reservation (The Lament of the Cherokee Reservation Indian)" | Raiders                  | [ 68 ]   |
| 177 | 11 september | "Eat at Home"                                                        | Paul and Linda McCartney | [ 69 ]   |
| 177 | 18 september | "Eat at Home"                                                        | Paul and Linda McCartney | [ 69 ]   |
| 177 | 25 september | "Eat at Home"                                                        | Paul and Linda McCartney | [ 69 ]   |
| 177 | 2 oktober    | "Eat at Home"                                                        | Paul and Linda McCartney | [ 69 ]   |
| 178 | 9 oktober    | "Anna och mej"                                                       | Lalla Hansson            | [ 69 ]   |
| 179 | 16 oktober   | "Tom-Tom Turnaround"                                                 | New World                | [ 69 ]   |
| 179 | 23 oktober   | "Tom-Tom Turnaround"                                                 | New World                | [ 69 ]   |
| 179 | 30 oktober   | "Tom-Tom Turnaround"                                                 | New World                | [ 69 ]   |
| 179 | 6 november   | "Tom-Tom Turnaround"                                                 | New World                | [ 70 ]   |
| 179 | 13 november  | "Tom-Tom Turnaround"                                                 | New World                | [ 70 ]   |
| 180 | 20 november  | "Mamy Blue"                                                          | Pop-Tops                 | [ 70 ]   |
| 180 | 27 november  | "Mamy Blue"                                                          | Pop-Tops                 | [ 70 ]   |
| 181 | 4 december   | "Soley Soley"                                                        | Middle of the Road       | [ 70 ]   |
| 181 | 11 december  | "Soley Soley"                                                        | Middle of the Road       | [ 70 ]   |
| 181 | 18 december  | "Soley Soley"                                                        | Middle of the Road       | [ 70 ]   |
| 181 | 25 december  | "Soley Soley"                                                        | Middle of the Road       | [ 70 ]   |

### 1972
| Nr. | Datum        | Låt                                                        | Artist                             | Referens |
| --- | ------------ | ---------------------------------------------------------- | ---------------------------------- | -------- |
| re  | 2 januari    | "Soley Soley"                                              | Middle of the Road                 | [ 71 ]   |
| re  | 8 januari    | "Soley Soley"                                              | Middle of the Road                 | [ 71 ]   |
| re  | 15 januari   | "Soley Soley"                                              | Middle of the Road                 | [ 71 ]   |
| re  | 22 januari   | "Soley Soley"                                              | Middle of the Road                 | [ 71 ]   |
| 182 | 29 januari   | "Help (Get Me Some Help)"                                  | Tony Ronald                        | [ 71 ]   |
| 182 | 5 februari   | "Help (Get Me Some Help)"                                  | Tony Ronald                        | [ 71 ]   |
| 182 | 12 februari  | "Help (Get Me Some Help)"                                  | Tony Ronald                        | [ 71 ]   |
| 183 | 19 februari  | "(Is This the Way to) Amarillo"                            | Tony Christie                      | [ 71 ]   |
| 184 | 26 februari  | "Poppa Joe"                                                | The Sweet                          | [ 72 ]   |
| re  | 4 mars       | "(Is This the Way to) Amarillo"                            | Tony Christie                      | [ 72 ]   |
| re  | 11 mars      | "(Is This the Way to) Amarillo"                            | Tony Christie                      | [ 72 ]   |
| re  | 18 mars      | "(Is This the Way to) Amarillo"                            | Tony Christie                      | [ 72 ]   |
| re  | 25 mars      | "(Is This the Way to) Amarillo"                            | Tony Christie                      | [ 72 ]   |
| re  | 1 april      | "(Is This the Way to) Amarillo"                            | Tony Christie                      | [ 72 ]   |
| 185 | 8 april      | "I'd Like to Teach the World to Sing (In Perfect Harmony)" | The New Seekers                    | [ 72 ]   |
| 186 | 15 april     | "Son of My Father"                                         | Chicory Tip                        | [ 72 ]   |
| 186 | 22 april     | "Son of My Father"                                         | Chicory Tip                        | [ 73 ]   |
| 187 | 29 april     | "Beg, Steal or Borrow"                                     | The New Seekers                    | [ 73 ]   |
| 187 | 6 maj        | "Beg, Steal or Borrow"                                     | The New Seekers                    | [ 73 ]   |
| 187 | 13 maj       | "Beg, Steal or Borrow"                                     | The New Seekers                    | [ 73 ]   |
| 187 | 20 maj       | "Beg, Steal or Borrow"                                     | The New Seekers                    | [ 73 ]   |
| 188 | 27 maj       | "Down by the Lazy River"                                   | The Osmonds                        | [ 73 ]   |
| re  | 3 juni       | "Beg, Steal or Borrow"                                     | The New Seekers                    | [ 73 ]   |
| 189 | 10 juni      | "Beautiful Sunday"                                         | Daniel Boone                       | [ 73 ]   |
| re  | 17 juni      | "Down by the Lazy River"                                   | The Osmonds                        | [ 74 ]   |
| 190 | 24 juni      | "Rockin' Robin"                                            | Michael Jackson                    | [ 74 ]   |
| 190 | 1 juli       | "Rockin' Robin"                                            | Michael Jackson                    | [ 74 ]   |
| 190 | 8 juli       | "Rockin' Robin"                                            | Michael Jackson                    | [ 74 ]   |
| 191 | 15 juli      | "Sister Jane"                                              | New World                          | [ 74 ]   |
| re  | 22 juli      | "Beautiful Sunday"                                         | Daniel Boone                       | [ 74 ]   |
| re  | 29 juli      | "Sister Jane"                                              | New World                          | [ 74 ]   |
| re  | 5 augusti    | "Beautiful Sunday"                                         | Daniel Boone                       | [ 74 ]   |
| re  | 12 augusti   | "Beautiful Sunday"                                         | Daniel Boone                       | [ 75 ]   |
| re  | 19 augusti   | "Beautiful Sunday"                                         | Daniel Boone                       | [ 75 ]   |
| 192 | 26 augusti   | "I've Found My Freedom"                                    | Mac & Katie Kissoon                | [ 75 ]   |
| re  | 2 september  | "Sister Jane"                                              | New World                          | [ 75 ]   |
| re  | 9 september  | "I've Found My Freedom"                                    | Mac & Katie Kissoon                | [ 75 ]   |
| re  | 16 september | "I've Found My Freedom"                                    | Mac & Katie Kissoon                | [ 75 ]   |
| re  | 23 september | "I've Found My Freedom"                                    | Mac & Katie Kissoon                | [ 76 ]   |
| 193 | 30 september | "Hello-A"                                                  | Mouth & MacNeal                    | [ 76 ]   |
| 193 | 7 oktober    | "Hello-A"                                                  | Mouth & MacNeal                    | [ 76 ]   |
| 193 | 14 oktober   | "Hello-A"                                                  | Mouth & MacNeal                    | [ 76 ]   |
| 193 | 21 oktober   | "Hello-A"                                                  | Mouth & MacNeal                    | [ 76 ]   |
| 194 | 28 oktober   | "We Are Goin' Down Jordan"                                 | Heritage                           | [ 76 ]   |
| 195 | 4 november   | "He's an Indian Cowboy in the Rodeo"                       | Buffy Sainte-Marie                 | [ 77 ]   |
| 195 | 11 november  | "He's an Indian Cowboy in the Rodeo"                       | Buffy Sainte-Marie                 | [ 77 ]   |
| 195 | 18 november  | "He's an Indian Cowboy in the Rodeo"                       | Buffy Sainte-Marie                 | [ 77 ]   |
| 196 | 25 november  | "Hey, You Love"                                            | Mouth & MacNeal                    | [ 77 ]   |
| 196 | 2 december   | "Hey, You Love"                                            | Mouth & MacNeal                    | [ 77 ]   |
| 196 | 9 december   | "Hey, You Love"                                            | Mouth & MacNeal                    | [ 77 ]   |
| 197 | 16 december  | "Mouldy Old Dough"                                         | Lieutenant Pigeon                  | [ 78 ]   |
| 198 | 23 december  | "A Teenager in Love"                                       | Donny Osmond                       | [ 78 ]   |
| 199 | 30 december  | "He Is Your Brother"                                       | Björn & Benny, Agnetha & Anni-Frid | [ 78 ]   |

### 1973
| Nr. | Datum        | Låt                                     | Artist                         | Referens |
| --- | ------------ | --------------------------------------- | ------------------------------ | -------- |
| 200 | 6 januari    | "Loop di Love"                          | Shag                           | [ 78 ]   |
| 201 | 13 januari   | "Crocodile Rock"                        | Elton John                     | [ 78 ]   |
| 202 | 20 januari   | "Feliz Navidad"                         | José Feliciano                 | [ 78 ]   |
| 202 | 27 januari   | "Feliz Navidad"                         | José Feliciano                 | [ 79 ]   |
| 203 | 3 februari   | "Mexico"                                | Les Humphries Singers          | [ 79 ]   |
| re  | 10 februari  | "Feliz Navidad"                         | José Feliciano                 | [ 79 ]   |
| re  | 17 februari  | "Feliz Navidad"                         | José Feliciano                 | [ 79 ]   |
| 204 | 24 februari  | "Cotton Jenny"                          | Jerry Williams                 | [ 79 ]   |
| 204 | 3 mars       | "Cotton Jenny"                          | Jerry Williams                 | [ 79 ]   |
| 205 | 10 mars      | "It Never Rains in Southern California" | Albert Hammond                 | [ 80 ]   |
| 206 | 17 mars      | "Ring Ring"                             | Björn & Benny, Agnetha & Frida | [ 80 ]   |
| 206 | 24 mars      | "Ring Ring"                             | Björn & Benny, Agnetha & Frida | [ 80 ]   |
| 206 | 31 mars      | "Ring Ring"                             | Björn & Benny, Agnetha & Frida | [ 80 ]   |
| 206 | 7 april      | "Ring Ring"                             | Björn & Benny, Agnetha & Frida | [ 80 ]   |
| 207 | 14 april     | "Power to All Our Friends"              | Cliff Richard                  | [ 80 ]   |
| 207 | 21 april     | "Power to All Our Friends"              | Cliff Richard                  | [ 81 ]   |
| 207 | 28 april     | "Power to All Our Friends"              | Cliff Richard                  | [ 81 ]   |
| 207 | 5 maj        | "Power to All Our Friends"              | Cliff Richard                  | [ 81 ]   |
| 207 | 12 maj       | "Power to All Our Friends"              | Cliff Richard                  | [ 81 ]   |
| 208 | 19 maj       | "Hooked on a Feeling"                   | Björn Skifs & Blåblus          | [ 81 ]   |
| 208 | 26 maj       | "Hooked on a Feeling"                   | Björn Skifs & Blåblus          | [ 81 ]   |
| 208 | 2 juni       | "Hooked on a Feeling"                   | Björn Skifs & Blåblus          | [ 82 ]   |
| 209 | 9 juni       | "Good Grief Christina"                  | Chicory Tip                    | [ 82 ]   |
| re  | 16 juni      | "Hooked on a Feeling"                   | Björn Skifs & Blåblus          | [ 82 ]   |
| 210 | 23 juni      | "Clap Your Hands and Stamp Your Feet"   | Bonnie St. Claire              | [ 82 ]   |
| re  | 30 juni      | "Good Grief Christina"                  | Chicory Tip                    | [ 82 ]   |
| 211 | 7 juli       | "Over and Over"                         | The James Boys                 | [ 82 ]   |
| 212 | 14 juli      | "Sandy"                                 | Svenne & Lotta                 | [ 83 ]   |
| 212 | 21 juli      | "Sandy"                                 | Svenne & Lotta                 | [ 83 ]   |
| 212 | 28 juli      | "Sandy"                                 | Svenne & Lotta                 | [ 83 ]   |
| 212 | 4 augusti    | "Sandy"                                 | Svenne & Lotta                 | [ 83 ]   |
| 212 | 11 augusti   | "Sandy"                                 | Svenne & Lotta                 | [ 83 ]   |
| 213 | 18 augusti   | "The Free Electric Band"                | Albert Hammond                 | [ 83 ]   |
| 214 | 25 augusti   | "Silly Milly"                           | Björn Skifs & Blåblus          | [ 84 ]   |
| 214 | 1 september  | "Silly Milly"                           | Björn Skifs & Blåblus          | [ 84 ]   |
| 214 | 8 september  | "Silly Milly"                           | Björn Skifs & Blåblus          | [ 84 ]   |
| 215 | 15 september | "Killing Me Softly with His Song"       | Roberta Flack                  | [ 84 ]   |
| 216 | 22 september | "I Fought the Law"                      | Wild Angels                    | [ 84 ]   |
| re  | 29 september | "Killing Me Softly with His Song"       | Roberta Flack                  | [ 84 ]   |
| 217 | 6 oktober    | "Hideaway"                              | Lena Maria                     | [ 85 ]   |
| 217 | 13 oktober   | "Hideaway"                              | Lena Maria                     | [ 85 ]   |
| 217 | 20 oktober   | "Hideaway"                              | Lena Maria                     | [ 85 ]   |
| 218 | 27 oktober   | "Goin' Home"                            | The Osmonds                    | [ 85 ]   |
| 218 | 3 november   | "Goin' Home"                            | The Osmonds                    | [ 85 ]   |
| 219 | 10 november  | "What About Me"                         | Anne Murray                    | [ 85 ]   |
| 220 | 17 november  | "The Ballroom Blitz"                    | The Sweet                      | [ 86 ]   |
| 221 | 24 november  | "Knockin' on Heaven's Door"             | Bob Dylan                      | [ 86 ]   |
| 221 | 1 december   | "Knockin' on Heaven's Door"             | Bob Dylan                      | [ 86 ]   |
| 222 | 8 december   | "Goodbye Yellow Brick Road"             | Elton John                     | [ 86 ]   |
| 222 | 15 december  | "Goodbye Yellow Brick Road"             | Elton John                     | [ 86 ]   |
| re  | 22 december  | "Knockin' on Heaven's Door"             | Bob Dylan                      | [ 86 ]   |
| 223 | 29 december  | "Loves Me Like a Rock"                  | Paul Simon                     | [ 87 ]   |

### 1974
| Nr. | Datum       | Låt                              | Artist                    | Referens |
| --- | ----------- | -------------------------------- | ------------------------- | -------- |
| re  | 5 januari   | "Goodbye Yellow Brick Road"      | Elton John                | [ 87 ]   |
| 224 | 12 januari  | "My Whole World Is Falling Down" | Birgitta Wollgård & Salut | [ 87 ]   |
| 225 | 19 januari  | "Sayonara"                       | Harpo                     | [ 87 ]   |
| 225 | 26 januari  | "Sayonara"                       | Harpo                     | [ 87 ]   |
| 225 | 2 februari  | "Sayonara"                       | Harpo                     | [ 87 ]   |
| 225 | 9 februari  | "Sayonara"                       | Harpo                     | [ 88 ]   |
| 225 | 16 februari | "Sayonara"                       | Harpo                     | [ 88 ]   |
| 226 | 23 februari | "Kansas City"                    | Les Humphries Singers     | [ 88 ]   |
| 227 | 2 mars      | "Union Silver"                   | Middle of the Road        | [ 88 ]   |
| 228 | 9 mars      | "Working in the Coal Mine"       | Björn Skifs & Blåblus     | [ 88 ]   |
| 229 | 16 mars     | "Waterloo"                       | ABBA                      | [ 88 ]   |
| 229 | 23 mars     | "Waterloo"                       | ABBA                      | [ 89 ]   |
| 229 | 30 mars     | "Waterloo"                       | ABBA                      | [ 89 ]   |
| 230 | 6 april     | "Dark Lady"                      | Cher                      | [ 89 ]   |
| re  | 13 april    | "Waterloo"                       | ABBA                      | [ 89 ]   |
| 231 | 20 april    | "Seasons in the Sun"             | Terry Jacks               | [ 89 ]   |
| 232 | 27 april    | "I See a Star"                   | Mouth & MacNeal           | [ 89 ]   |
| 232 | 4 maj       | "I See a Star"                   | Mouth & MacNeal           | [ 90 ]   |
| re  | 11 maj      | "Seasons in the Sun"             | Terry Jacks               | [ 90 ]   |
| 233 | 18 maj      | "Hasta Mañana"                   | ABBA                      | [ 90 ]   |
| re  | 25 maj      | "Seasons in the Sun"             | Terry Jacks               | [ 90 ]   |
| re  | 1 juni      | "Seasons in the Sun"             | Terry Jacks               | [ 90 ]   |
| re  | 8 juni      | "Seasons in the Sun"             | Terry Jacks               | [ 90 ]   |
| 234 | 15 juni     | "Everyday"                       | Slade                     | [ 5 ]    |
| 235 | 22 juni     | "Sugar Baby Love"                | The Rubettes              | [ 5 ]    |
| 235 | 29 juni     | "Sugar Baby Love"                | The Rubettes              | [ 5 ]    |